# بخش اسکوبار
بخش اسکوبار پارتیدو (به اسپانیایی: Partido de Escobar) یک منطقهٔ مسکونی در آرژانتین است که در استان بوئنوس آیرس واقع شده‌است. بخش اسکوبار پارتیدو ۲۷۷ کیلومتر مربع مساحت و ۱۷۸٬۱۵۵ نفر جمعیت دارد.